# Nécropole de Poggio Buco
 (décembre 2023).
Si vous disposez d'ouvrages ou d'articles de référence ou si vous connaissez des sites web de qualité traitant du thème abordé ici, merci de compléter l'article en donnant les références utiles à sa vérifiabilité et en les liant à la section « Notes et références ».

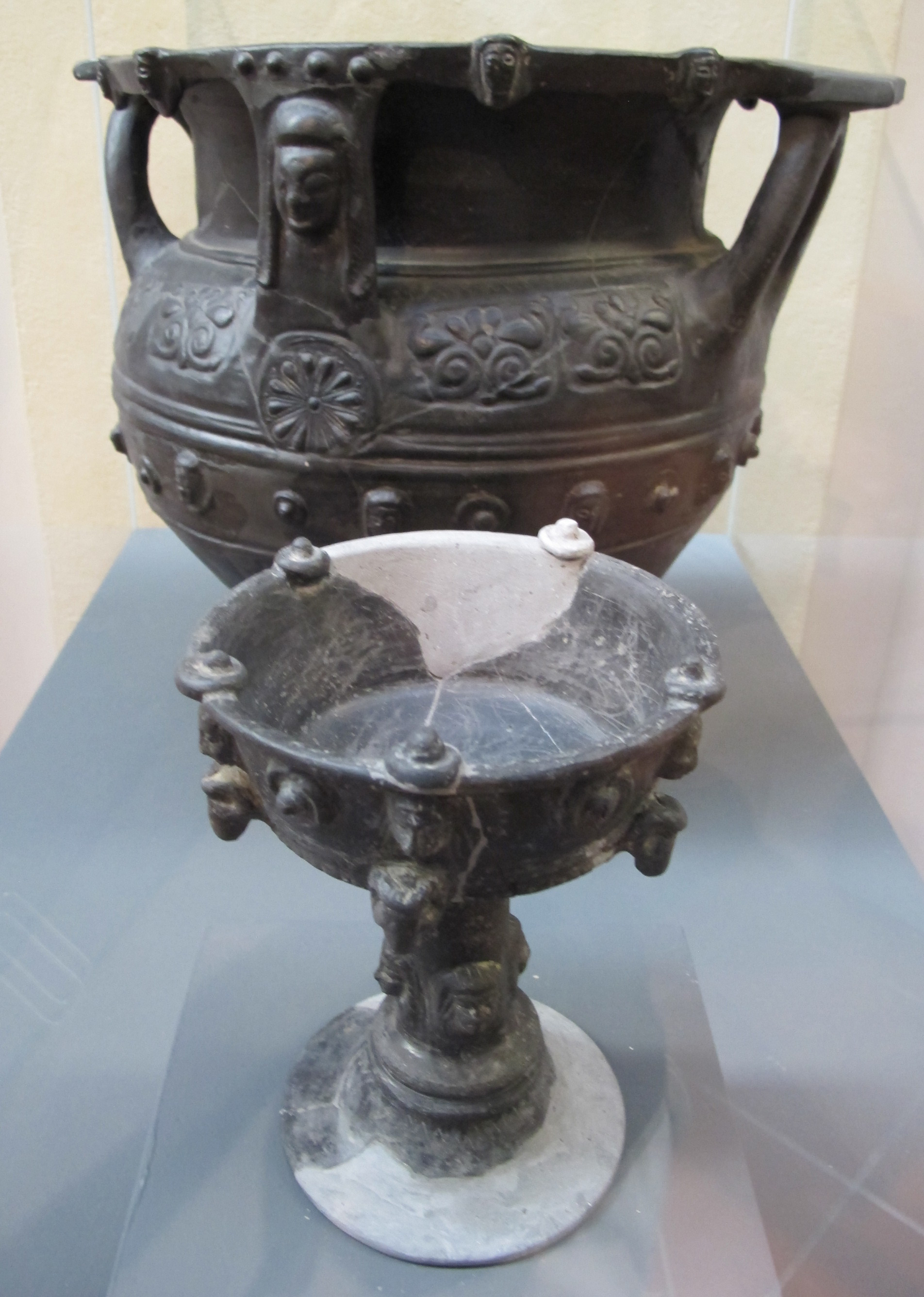
Vase en bucchero
trouvé sur le site conservé au Musée archéologique national (Florence).

La Nécropole de Poggio Buco (en italien : Necropoli di Poggio Buco) se situe à Poggio Buco, à proximité de Pitigliano,  une commune de la province de Grosseto en Toscane (Italie).

## Histoire et description
La nécropole de Poggio Buco est située sur le plateau Le Sparne à environ 8 km de Pitigliano en direction de Manciano.
Les tombes les plus anciennes sont a fosse creusées dans le tuf (troisième quart du VIIIe siècle av. J.-C.). 
Vers le milieu du VIIe siècle av. J.-C. apparaissent des tombes a camera entièrement creusées dans la roche en tuf. Un petit dromos conduit à un vestibule précédant la chambre funéraire. 
Dans la seconde moitié du VIIe siècle av. J.-C., probablement en relation avec les mouvements sociaux faisant émerger une classe gentilice, apparaissent des tombes a camera de dimensions plus importantes avec plusieurs cellules funéraires s'ouvrant sur le vestibule.
Certaines tombes comme celle de la Grotta della Regina comportent des reproductions architecturales sculptées dans le tuf. 
Les plus récentes (Ve  et IVe siècle av. J.-C.) sont a camera avec plafond à caissons ou à capanna avec poutres simulées.
Actuellement aucune tombe a fossa n'est visible, tandis-que celles a camera peuvent être visitées. La plus grande partie de celles-ci témoignent d'une réutilisation pour des activités agro-pastorales.

## Pièces archéologiques
Le matériel trouvé dans le secteur pendant les fouilles, qui se sont déroulées déjà au XIXe siècle, a été mondialement disséminé. La partie la plus importante partie des pièces archéologiques est constituée par la céramique qui comporte des reproductions à décoration géométrique, bucchero et céramique étrusco-corinthienne.
On en trouve aux musées de Berlin, de Californie, de Philadelphie et de Chicago. Une partie est néanmoins restée en Italie et se trouve au Musée archéologique national ainsi qu'au Museo della Civiltà etrusca di Pitigliano qui a bénéficié de la donation Adele Vaselli, une propriétaire terrienne qui avait effectué des fouilles dans son domaine dans les années 1950-1960.
La collection Adele Vaselli comporte environ mille pièces :  
- Vases avec décorations géométriques
- Groupe de vases étrusco-corinthiens et de bucchero, grands cratères et amphores d'eau (hydria) datables de la première moitié du VIe siècle av. J.-C.

## Sources
- Voir liens externes